# 木村梅次郎
木村 梅次郎（きむら うめじろう、1869年12月16日 - 1927年11月8日）は、日本の著名な切手収集家。日本初の郵趣雑誌『郵楽』の編集者。

## 履歴
1913年（大正2年）、柴田常吉らとともに郵趣家団体「郵楽会」創立し、会長を務めた。1914年（大正3年）7月、日本初の本格的郵趣雑誌とされる『郵楽』を発行した。1916年（大正5年）には『大日本郵便切手類鑑』を発行。
1921年にRoll of Distinguished Philatelistsに登録された。

## 著作
- 大日本郵便切手類鑑(郵楽会,1917)
- 日本郵便切手類鑑(郵楽会,1923)
- 郵便切手蒐集之栞(郵楽会,1924)
- 日本の郵便切手(日本郵券倶楽部,1927)